# Anthracalaus bengalensis
Anthracalaus bengalensis is een keversoort uit de familie kniptorren (Elateridae). De wetenschappelijke naam van de soort is voor het eerst geldig gepubliceerd in 1881 door Candèze.